# Bouse (Arizona)
Bouse es un lugar designado por el censo ubicado en el condado de La Paz en el estado estadounidense de Arizona. En el Censo de 2010 tenía una población de 996 habitantes y una densidad poblacional de 2,82 personas por km².

## Geografía
Bouse se encuentra ubicado en las coordenadas 33°53′54″N 113°59′47″O / 33.89833, -113.99639. Según la Oficina del Censo de los Estados Unidos, Bouse tiene una superficie total de 352.82 km², de la cual 352.81 km² corresponden a tierra firme y (0%) 0 km² es agua.

## Demografía
Según el censo de 2010, había 996 personas residiendo en Bouse. La densidad de población era de 2,82 hab./km². De los 996 habitantes, Bouse estaba compuesto por el 93.17% blancos, el 0% eran afroamericanos, el 1.51% eran amerindios, el 0.3% eran asiáticos, el 0% eran isleños del Pacífico, el 2.11% eran de otras razas y el 2.91% pertenecían a dos o más razas. Del total de la población el 3.92% eran hispanos o latinos de cualquier raza.